# Hans Christian Steffensen
Hans Christian Steffensen (22. december 1837 i Hammelev – 4. september 1912) var en dansk politiker, jurist og formand for Landstinget 1907-09.
Steffensen var søn af gårdejer Nis Steffensen og hustru f. Nissen. Han blev student fra Haderslev Katedralskole 1859, cand.jur. 1864, var herredsfuldmægtig (Førslev og Sorø), assistent i Kultusministeriet 1871, auditør i Aalborg 1872-80, i København 1880-83 og generalauditør fra 1883. Han var medlem af Overkrigsretten og Overadmiralitetsretten.
Han var medlem af Folketinget fra 1879 til 1881 (Aalborgkredsen) og 1883-84 (Frederiksbergkredsen) og kongevalgt medlem af Landstinget fra 1888, hvor han repræsenterede partiet Højre indtil 1900, hvor han var med i gruppen, der i 1902 dannede udbryderpariet De Frikonservative som følge af utilfredshed med Højres told- og skattepolitik. 1890-1907 var han viceformand for tinget, 1907-1909 formand.
Han var Kommandør af 1. grad af Dannebrogordenen og Dannebrogsmand.
Han var gift m. Elisa Marie S., f. 24. juni 1844 i Randers som datter af exam.jur. F. Smith og hustru f. Tommesen.